# سرایت هیستریک
سرایت هیستریک (انگلیسی: Hysterical contagion) در روان‌شناسی اجتماعی، سرایت هیستریک زمانی رخ می‌دهد که افراد در یک گروه نشانه‌هایی از یک مشکل یا بیماری جسمی را نشان می‌دهند، در حالی که در واقعیت نیروهای روانی و اجتماعی در کار هستند.
سرایت هیستریک یک شکل قوی از سرایت اجتماعی است. علائم می تواند شامل علائم مرتبط با هیستری بالینی باشد.